# ونتبرن
ونتبرن (به فرانسوی: Ventabren) یک کمون در فرانسه است که در Canton of Pélissanne واقع شده‌است.

## خصوصیات
ونتبرن ۲۸٫۵ کیلومترمربع مساحت و ۴٬۷۶۶ نفر جمعیت دارد و ۲۳۸ متر بالاتر از سطح دریا واقع شده‌است.